# Лакатник (нос)
Носът Лакатник (на английски: Lakatnik Point) е скалист морски нос на северозападния бряг на остров Смит, образуван от разклонение на връх Неофит. Разположен 1.6 км на север-североизток от нос Листа, 11 км на север-североизток от нос Джеймс, 2.66 км на юг-югозапад от нос Гърмен и 22 км югозападно от нос Смит.
Координатите му са: 63°00′30″ ю. ш. 62°37′18″ з. д. / 63.008333° ю. ш. 62.621667° з. д..
Наименуван е на селището Лакатник в Западна България. Името е официално дадено на 12 август 2008 г.
Българско картографиране от 2009 г.

## Карти
- Л. Иванов. Антарктика: Остров Ливингстън и острови Гринуич, Робърт, Сноу и Смит. Топографска карта в мащаб 1:120000. Троян: Фондация Манфред Вьорнер, 2009. ISBN 978-954-92032-4-0